# Amazonius
Pour les articles homonymes, voir Amazonius (homonymie).
Amazonius (du grec Ἀμαζόνιος / Amazónios) est une épiclèse du dieu gréco-romain Apollon, sous laquelle il était adoré et avait un temple à Pyrrhichus (en) en Laconie. Le nom provenait soit de la croyance que les Amazones mythologiques avaient pénétré dans la région du Péloponnèse jusqu'à Pyrrhichus, soit qu'elles y avaient elles-mêmes fondé le temple d'Apollon .
La seule référence connue à cette étymologie, dans la Description de la Grèce de Pausanias, est une bizarrerie dans l'étude de la tradition mythologique des Amazones. Il est étrange d'entendre parler des Amazones en Laconie, une région en aucune façon associée au récit habituel de leur invasion de l'Attique. Pausanias suggère qu'une grande armée amazonienne s'y est arrêtée, ce qui est également en contradiction avec la tradition mythologique béotienne qui indique que seules quelques Amazones ont été séparées de l'hôte(?) après leur défaite contre Thésée. Deuxièmement, cet Apollon est mentionné comme un compagnon de la déesse Artémis, ce qui était également inhabituel et a conduit certains chercheurs à spéculer que « Apollon Amazonius » n'indique pas l'Apollon grec traditionnel, mais une divinité distinctement non hellénique, peut-être celle de les peuples plus asiatiques de Laconie, Lycie, Phrygie et Crète, avant la colonisation hellénique. Le nom « Apollon » à travers différentes régions de l'antiquité classique faisait souvent référence à des entités légèrement différentes avec des attributs variables.